# 曾昭科
曾昭科（John Tsang Siu-fo，1923年6月18日—2014年12月18日），又名曾約翰，前香港警隊助理警司兼警校副校長，1961年被揭發擔任中国間諜而被英屬香港政府驅逐出境。及後定居廣州，歷任全國政協委員與廣東省人大代表、暨南大学教授。

## 生平

### 早期生涯
曾昭科於1923年出生於中國廣州，祖籍八旗漢軍旗人。曾昭科在小學畢業後來香港，在父親曾希穎安排下，跟兄長入讀九龍華仁書院，畢業正值香港淪陷時期，故此留學日本早稻田大學，後來轉到京都帝國大學攻讀經濟。大學時期，曾昭科接觸左傾思想，熟讀由德文翻譯過來日文版馬克思著作《資本論》。1947年毕业于日本京都帝国大学经济学部，能熟练掌握国、粤、沪、英及日语。

### 加入香港警隊
1947年，曾昭科畢業回港，1948年加入香港警察隊並屢受重用，曾派往倫敦警察廳受訓。先後任職政治部、九龍刑事偵緝處副處長等要職。
1961年，获擢升为华籍宪委级警官，升任助理警司，兼任警察训练学校副校长。精通英語、日語、粵語、官話的曾昭科，因槍法精準而被選為時任香港總督葛量洪的保鏢。

### 「香港第一諜案」
1961年10月1日，香港警務處刑事部特別分部（通稱政治部）支援部G组（关卡控制单位）特工在罗湖口岸正常开展日常监察及出入境人员甄别、截查的工作。G组人员在执行任务时均着便衣，其主要任务是甄别入境人士，选择相应对象进行面谈，套取有关中華人民共和國統治區域的社情、民情情报。政治部将该情报源分类为“游客传闻”。通过这些片面和琐碎的口述信息，与其他情报源进行交叉验证，综合研判中華人民共和國的社情、民情和政情。
当日17时许，由羅湖开往尖沙咀的末班车发车前十分钟，数名旅客由从深圳入境，经移民及海关人员基本查验后，急匆匆地到月台购票。G组特工因为未完成当日的“游客传闻”收集任务数，便截住这批回港旅客进行查问。特工人员发现其中一名衣着普通的中年男子未携带任何行李，衣裤上沾有水泥灰迹，右脚踝关节处用纱布包扎，纱布上有血渍渗出，疑似受伤。但该人行走如常，丝毫不像受伤的模样，极为可疑。G组当即将该人羁留，带入“黑房”进行进一步盘问。初步搜身后，除了旅游证件及其他私人物品外，钱包内仅有小量港币。再经脱衣全身搜查，在内裤上发现暗包，内有1000元港币现金。特工再将该男子所缠纱布拆开检查，发现右脚拇指处还有纱布包扎，似有轻伤。将该处纱布完全拆开后，发现一张火柴头大小的微型底片。将底片冲印及放大后，内容與中国共产党特務有關，为情报工作指示及相关旧案检讨学习资料，未涉及发件及收件人身份。後經政治部盤問，該男子供认其为中央调查部交通员，接頭人是時任警察訓練學校副校長的曾昭科，轟動港府高層。
政治部对此极为震惊，迅速将情况上报港督府和军情五处远东区保安联络官。根据指示，政治部行动部、支援部于次日迅速抽调人员，对曾昭科进行全天候监视监听。经过连续四天的监控，于10月6日上午在曾昭科办公室将其抓捕。为保密并保证绝对安全，政治部抓捕曾昭科后将其解往驻港英军漆咸军营羁押。漆咸军营背山面海，独处一方，周边无高楼，视野开阔，且有驻港英军守卫。对曾昭科的审讯调查，由英军情报人员和军情五处特工负责，并由皇家宪兵部派遣“忠诚度”极高的华裔翻译人员直接参加审讯，警队内部只有少数几名英籍高官有资格参与，核心工作完全排除华人。警方只限于负责外围警戒，内层由英军守卫，室内则由英籍军情处特工值守。第一任华裔警务处长李君夏当时是只有4年资历的督察，是唯一参与该次行动的华人警官，负责指挥外围守卫及负责日常杂务。通过持续54天的审讯调查，经多轮刑讯，曾昭科承认向中共输送情报，坚称是其个人行动，与他人无关。关于具体向中共输送了哪些情报，曾昭科则坚不吐实，以致香港政府认为曾昭科所泄露情报价值不大，不构成重大威胁。
10月6日，香港政府宣佈曾昭科懷疑替中華人民共和國政府進行間諜活動，在未經公開審訊下被政治部扣查58日後，於1961年11月30日被遞解出境，經羅湖返回中國。曾昭科被指是潛伏於警察內部及駐港英軍的間諜，負責蒐集高度秘密的情報，透過在澳門的幕後指揮人，把情報交到中華人民共和國政府手上，時人將事件稱為「香港第一諜案」。而中國共產黨中央委員會調查部關於曾昭科的档案到時至今日也没解密。

### 晚年生涯
曾昭科其後定居廣州，於1978年復辦的暨南大學擔任外語系教授、系主任、廣東外語外貿大學董事會名譽主席。曾先後獲選為全國政協委員、全國人大代表，1984年獲廣東省六屆人大增選為省人大常務委員會副主任，至2001年離任。
2014年12月18日因病救治無效於廣州逝世，終年91歲，12月28日上午舉行追悼會，遺體於同日火化。